# Annette von Droste-Hülshoffová
Anna Elisabeth Franziska Adolphine Wilhelmine Louise Maria, Freiin von Droste zu Hülshoff, známá jako Annette von Droste-Hülshoffová (10., 12. nebo 14. ledna 1797, Havixbeck – 24. května 1848) byla německá spisovatelka a hudební skladatelka.

## Život

### Dětství

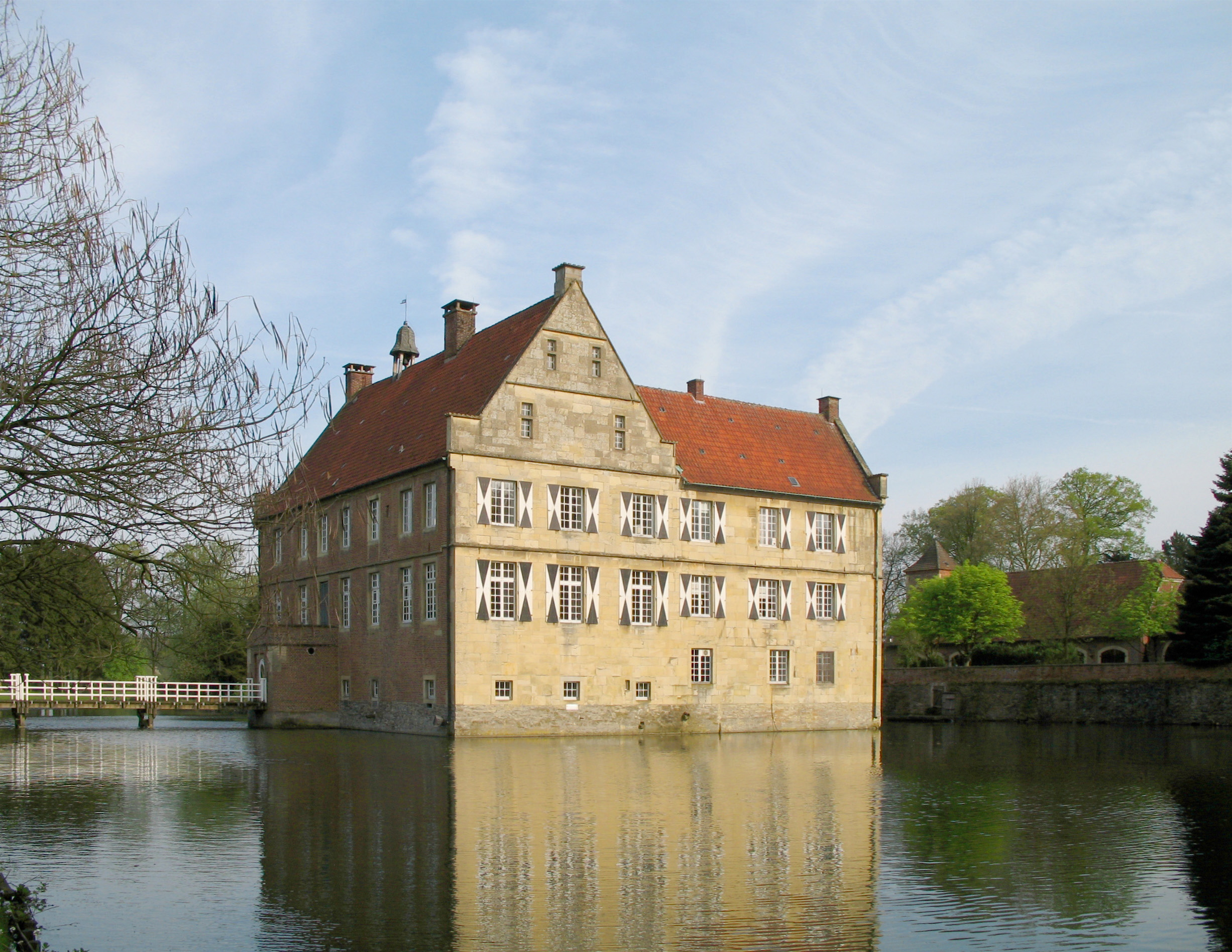
Hrad Hülshoff v Havixbecku, rodiště Annette von Droste

Annette von Droste-Hülshoffová se narodila na hradě Hülshoff v blízkosti Münsteru (nyní součást Havixbecku). Její rodina patřila k vestfálské katolické šlechtě. Otec Clemens August von Droste zu Hülshoff (1760–1826) byl vzdělaný muž, který se zabýval historií, jazyky, ornitologií, botanikou a nadpřirozenými jevy. Matka Therese Luise (1772–1853) pocházela ze starého šlechtického rodu Haxthausenů.
Annetta byla druhé ze čtyř dětí: měla starší sestru Marii Ann (přezdívanou Jenny, 1795–1859) a dva mladší bratry Wernera Konstantina (1798–1867) a Ferdinanda (1800–1829). Byla předčasně narozená a celý život měla zdravotní problémy. Byla vzdělávána soukromými učiteli zejména ve starých jazycích, francouzštině, přírodních vědách, matematice a hudbě. Pozoruhodný hudební talent získala po svém otci. Začala psát již jako dítě. Dochovalo se 50 básních napsaných v letech 1804 až 1814.

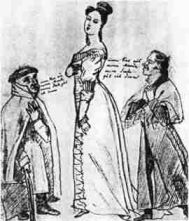
Annette von Droste-Hülshoff mezi Heinrichem Straube a Augustem von Arnswaldt. Karikatura Ludwiga Emila Grimma, 1820

Její dědeček z matčiny strany Werner Adolf von Haxthausen po smrti své první ženy v roce 1772 si postavil ve vsi Bökendorf v okrese Paderborn nový zámek Bökerhof. Tam jeho synové z druhého manželství Werner a August založili intelektuální kroužek. Byli v kontaktu se známými kulturními veličinami té doby jako Bratři Grimmové, Clemens Brentano a Friedrich Schlegel. Anetta zámek často navštěvovala a seznámila se zde s Wilhelmem Grimmem. Ona a její sestra pak přispívaly lidovými pověstmi z Vestfálska do proslulé sbírky pohádek (Kinder- und Hausmärchen, 1812–1815). Avšak ani Grimm ani její nevlastní strýcové její literární talent nezjistili. Ten, kdo ho první rozpoznal byl Anton Matthias Sprickmann (1749–1833), se kterým se poprvé setkala v roce 1812. Sprinckmann byl zakladatelem divadla v Münsteru a dobře se znal s předními básníky 18. století jako Matthias Claudius nebo Friedrich Gottlieb Klopstock. Anetta důvěřovala jeho úsudku a ukázala mu několik svých raných prací včetně nedokončené tragédie Berta oder die Alpen ("Berta neboli Alpy", 1813).

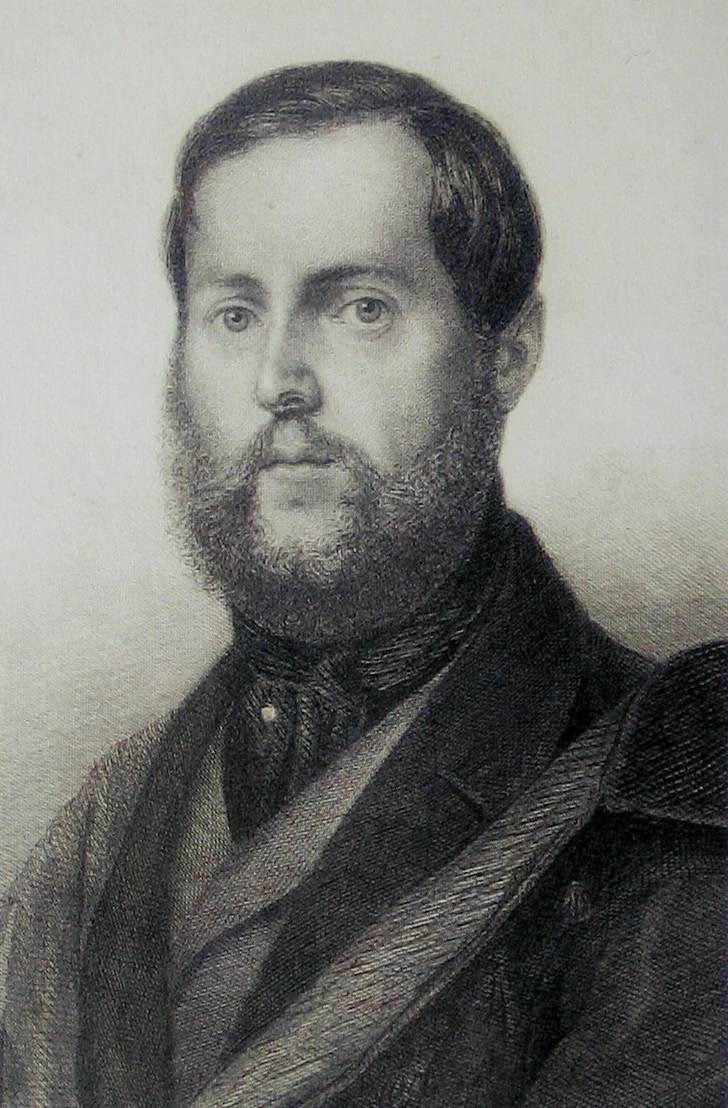
Levin Schücking

V letech 1819–1820 strávila rok na Bökerhofu, přerušený pouze pobytem v nedalekých lázních Bad Driburg, kde doufala, že se zlepší její zdravotní problémy. Zde prožila romantický vztah k Heinrichu Straubemu (1794–1847), studentu s literárními zájmy, který byl přítelem jejího strýce Augusta. Co se pak událo není příliš jasné. Jisté je však, že někteří členové rodiny vedeni tetou Annou (která byla o čtyři roky mladší než Annette) nesouhlasili s tímto vztahem, neboť Straube byl protestant pocházející ze střední třídy. Vymysleli proto plán, jak tuto známost ukončit. Zatímco se Straube věnoval studiu práv na universitě v Göttingenu, přesvědčili jiného mladíka s literárními zájmy a z dobré katolické rodiny, Augusta von Arnswaldta, aby předstíral, že se Annettě dvoří a získal nějaké důkazy o tom, že ani ona k němu nebyla lhostejná. Když se to podařilo odjel do Göttingenu a Straubemu referoval o Annettině chování. Oba mládenci pak sepsali společný dopis, kterým s ní přerušili veškeré kontakty. Nikoho z nich již od té doby neviděla. Arnswald si o několik let později vzal Annu von Haxthausen, strůjkyni celé intriky. Straube se stal právníkem v Kasselu a oženil se v roce 1824. Když zemřel v roce 1847, našel se v jeho pozůstalosti pramínek Annettiných vlasů. Celá aféra byla pro Annettu katastrofou a výrazně zhoršila její vyhlídky na budoucí sňatek. Šokovaná rolí, kterou v tom hráli její příbuzní z Bökerhofu, zámek následujících 18 let nenavštívila.
Její první básně byly eklektické a zcela konvenční, ale v roce 1820 začala její díla vykazovat známky originality, když začala psát cyklus náboženských básní Das geistliche Jahr (Duchovní rok). Drosteová zamýšlela napsat báseň na každou neděli a svátek církevního roku a celý cyklus hodlala věnovat své zbožné babičce. Když však dokončila 25 básní usoudila, že jsou příliš osobní a ukazují příliš mnoho duchovních pochybností, že toto dílo odložila až do roku 1839, když jí přátelé přesvědčili, aby cyklus dokončila. Ani pak jej nevydala. Byl publikován až po její smrti v roce 1851.
Když v roce 1826 zemřel její otec, přestěhovaly se s matkou a sestrou do malého domu v blízkosti Hülshoffu, kterému se říkalo Rüschhaus. Zde vedla tichý, monotonní život zpestřený pouze občasnými výlety k Rýnu a do Bonnu. Poezii sice psala, ale nebyla nijak zvláště plodná. V roce 1834 si její sestra vzala za manžela Josepha von Laßberga, odborníka na středověkou německou poezii. Následujícího léta Annetta i s matkou pobývaly na Laßbergově zámku Eppishausen ve švýcarských Alpách. Byla potěšena krásou přírody a přátelským chováním Laßberga, ale ani on ani jeho přátelé neměli pochopení pro moderní poezii a Annettiny naděje, že by mohli dopomoci k vydání jejího díla, se nenaplnily.
Drosteová proto svěřila vydání své první sbírky dvěma přátelům, Christophu Bernhardovi Schlüterovi a Wilhelmu Junkmannovi. Ti měli málo zkušeností v literárním světě a pro vydání vybrali malé münsterské nakladatelství Aschendorff. Autorka by dala přednost nějakému neregionálnímu vydavateli neboť Vestfálsko bylo po kulturní stránce poněkud zaostalé a málo lidí si zde kupovalo knihy. Sbírka byla vydána v roce 1838 v počtu 500 výtisků, z nichž se prodalo pouze 74. Sbírka obsahovala tři dlouhé výpravné básně (Das Hospiz auf dem großem Saint-Bernard, Das Vermächtnis des Arztes a Die Schlacht in Loener Bruch) a několik lyrických básní. Ačkoliv byla sbírka vydána pod jménem „Annette Elisabeth von D.H.“, rodina s vydáním nesouhlasila a Drosteová sama považovala neúspěch sbírky za zdrcující.

### Literární úspěch
Zvrat v její kariéře nastal roku 1840. V roce 1838 začala navštěvovat münsterský literární salon „Hecken-Schriftstellergesellschaft“. vedený Elise Rüdigerovou. (Drosteová později napsala satiru na literární život v Münsteru, jednoaktovku Perdu (1840), která však nebyla nikdy uvedena ani publikována.) Jedním z členů salonu byl mladý básník Levin Schücking. Drosteová znala jeho matku, básnířku Katharinu Schücking-Buschovou a s Levinem se stkala již v roce 1831. Schücking napsal nadšenou kritiku na její sbírku a požádal jí o pomoc při psaní vlastní knihy Das malerische und romantische Westfalen („Malebné a romantické Vestfálsko“, 1840). Ti dva se spřátelili a Annette napsala do jeho knihy několik balad. Mezi jinými to byly básně Das Fräulein von Rodenschild a Der Tod des Erzbischofs Engelbert von Köln. Schücking ji tak povzbudil k další literární činnosti. V zimě 1840–1841 napsala svou slavnou novelu Die Judenbuche (Židův buk, vydáno 1842) založenou na skutečné události, která se stala v okolí Bökerhofu na konci 18. století. Následující podzim a zimu spolu pobývali na zámku Meersburgu na Bodamském jezeře, kde si Schücking vzal za úkol katalogizovat její sbírku knih. Zde jí také přesvědčoval, že její silnou stránkou je lyrická poezie, která závisí na vzácných momentech inspirace. Drosteová s ním nesouhlasila. Neměla žádný problém s tvorbou poesie ve své hlavě, ale děsilo jí přenést své myšlenky na papír. Kromě toho se stále nevyrovnala s neúspěchem své první knihy. Nyní, když našla v Schückingovi sympatizujícího čtenáře, začala znovu psát a od října 1841 do února 1842 napsala na padesát básní. Jsou mezi nimi básně věnované Schückingovi, často na téma stárnutí (např. „Kein Wort“, „O frage nicht“), básně sebezpytující jako „Das Spiegelbild“ (Obraz v zrcadle) a „Die Taxuswand“ (Živý plot z tisů), ve kterých se vrací k nešťastné milostné aféře se Straubem.

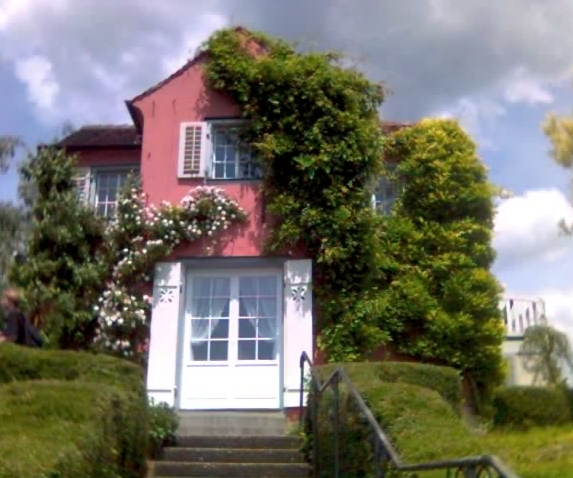
Droste Haus, domov Annette von Droste-Hülshoff v Meersburgu

Dalšími jejími díly byly básně o přírodě shrnuté v cyklu „Heidebilder“ (Obrázky vřesoviště), který obsahuje známé básně „Die Krähen“ (Vrány), „Der Hünenstein“, „Die Mergelgrube“ a Der „Knabe im Moor“ (Chlapec v bažině). Tyto básně často obsahují prvky nadpřirozené hrůzy.
V dubnu 1842 opustil Schücking Meersburg, neboť přijal místo učitele ve šlechtické rodině. V létě se také Drosteová vrátila do Rüschhausu. Od té doby si již nebyli tak blízcí. Literární produkce Drosteové se snížila i když napsala ještě několik dalších básní včetně nadpřirozeného příběhu Spiritus familiaris. V září 1844 prestižní vydavatelství Cotta vydalo velkou sbírku jejích básní ze čtyřicátých let. V té době se konečně těšila velkému úspěchu a sbírce se dostalo řady obdivných kritik od předních intelektuálních osobností. Clara Schumannová jí požádala o operní libreto pro svého manžela Roberta (projekt se však neuskutečnil). Byla označována za největší ženskou německou autorku 19. století.

### Poslední léta
Poté, co vztah k Schückingovi ochladl, se v roce 1843 Schücking oženil s Louise von Gall. Drosteová publikovala v literárním časopise Morgenblatt poemu „Lebt wohl“ evidentně určenou Schückingovi. Ten rovněž zneužíval své literární dílo, aby se distancoval od Drosteové. V roce 1846 publikoval dva romány. První z nich, Die Ritterbürtigen, obsahuje vysoce kritický portrét vestfálské aristokracie. To básnířku velmi znechutilo, neboť Schücking zneužil soukromé informace, které získal ze vzájemných rozhovorů.

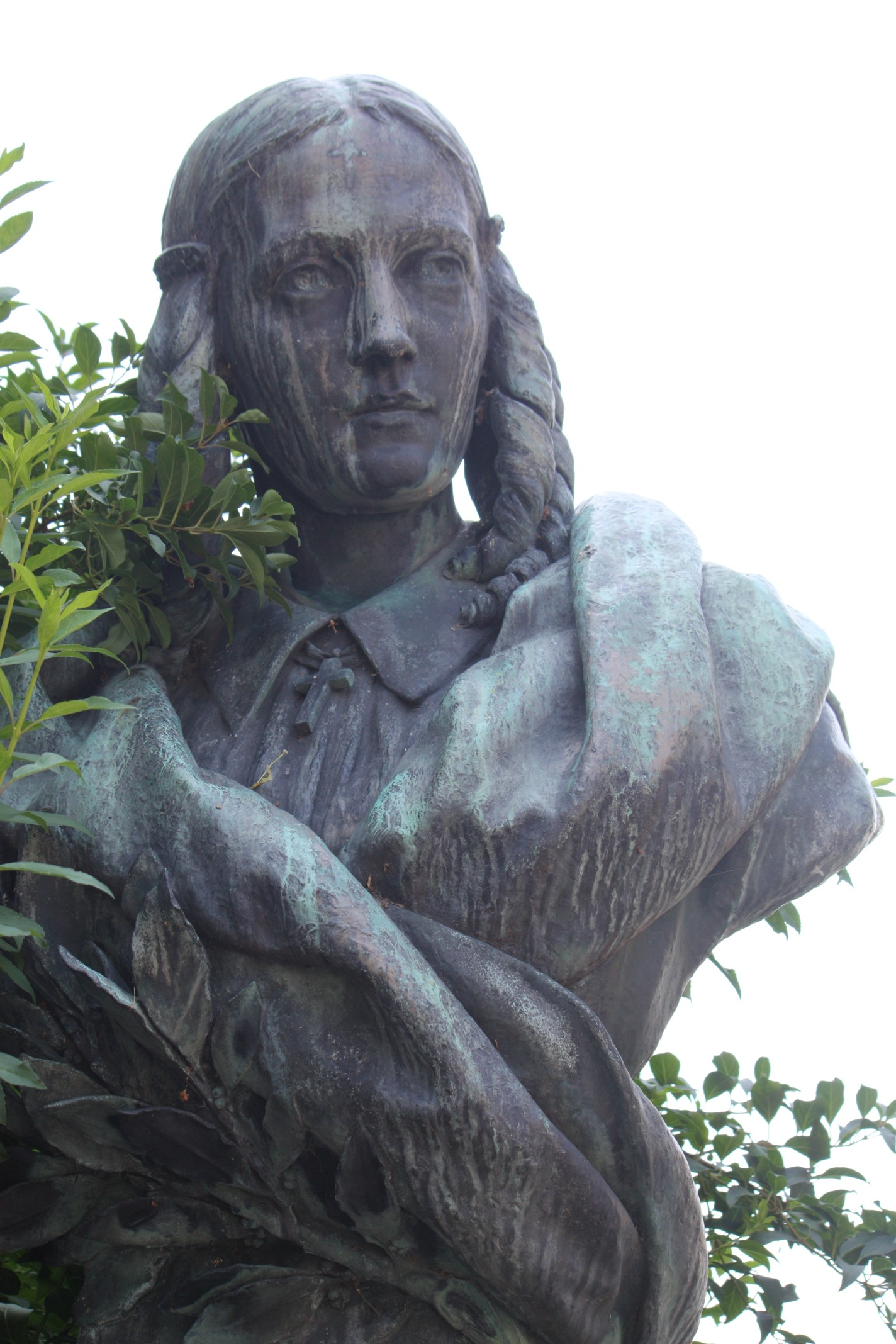
Socha autorky v Meersburgu z roku 1898

V druhém románu Eine dunkle Tat vystupují postavy připomínající autora a Drosteovou. Postava jejímž předobrazem byla Annetta, je vykreslena jako mateřská a majetnická, zacházející s hrdinou jako s náhradním dítětem. V důsledku těchto publikací, ale i nechuti k radikálním politickým názorům Schückinga, se zcela rozešli. Nicméně, po smrti autorky, Schücking pomohl propagovat její práce, publikovat sbírku jejích posledních básní v roce 1860 i vydání sebraných spisů v letech 1878–79.
V závěru svého života si zakoupila malý domek nedaleko Meersburgu, kde žila od roku 1846 až do své smrti v květnu 1848. Zemřela patrně na následky tuberkulózy.

## Hudební aktivity
Již v mládí se Annettě dostalo základního hudebního vzdělání ve hře na klavír a ve zpěvu. V roce 1821 dostala učebnici kompozice Einige Erklärungen über den General-Baß, kterou napsal její strýc Maximilian-Friedrich von Droste zu Hülshoff, přítel skladatele Josepha Haydna. Zkomponovala 74 písní a dochovaly se i skici a fragmenty čtyř nedokončených oper.
Robert Schumann zhudebnil její báseň Das Hirtenfeuer jako op. 59 č. 5.

## Dílo
- Gedichte (1838)
- Die Judenbuche (román, 1842)
- Gedichte (básně, 1844)
- Westfälische Schilderungen ("Westphalian Illustrations", 1845)
- Das geistliche Jahr (cyklus básní, 1851)
- Letzte Gaben (básně, 1860)
- Briefe von Annette von Droste-Hülshoff und Levin Schücking (Dopisy Annetty von Droste-Hülshoff Levinu Schückingovi)
- Lieder mit Pianoforte-Begleitung. Componiert von Annette von Droste-Hülshoff (písně, posmrtně vydáno r. 1871)